# مارچلو ماتسارلا
مارچلو ماتسارلا (ایتالیایی: Marcello Mazzarella؛ زادهٔ ۱۸ اکتبر ۱۹۶۳) بازیگر اهل ایتالیا است.
از فیلم‌ها یا سریال‌های تلویریونی که وی در آن نقش داشته‌است، می‌توان به قتل، جزیره، دختر سیسیلی، حال همه خوب است، ملیسا پی.، نیروانا، باریا، اتوبوس شب، ویکتور، زمان دوباره به دست آمد و مدرسه تمام شد اشاره کرد.